# 6bone
6bone – testowa sieć protokołu internetowego IPv6, który ma zastąpić obecnie funkcjonujący protokół IPv4.
Sieć powstała w marcu 1996 jako gałąź projektu IETF IPng mającego na celu stworzenie protokołu IPv6 i stała się międzynarodowym projektem pod nadzorem grupy roboczej NGtrans stowarzyszenia IETF. Początkowo 6bone była siecią wirtualną używającą tłumaczenia adresów IPv6 na adresy IPv4, potem zaś migrowała w stronę rozwiązań typowych dla protokołu IPv6.
Początkowym celem sieci było testowanie standardów oraz ich implementacji, natomiast do roku 2000 nacisk przesunął się na testowanie procedur operacyjnych i funkcjonowania samej sieci
W szczytowym okresie działalności w połowie 2003 roku, sieć 6bone łączyła więcej niż 1000 witryn w ponad 50 krajach, w tym – od 1997 roku – w Polsce. Sieć zakończyła działanie z dniem 6 czerwca 2006.